# Liste von Bergwerken im Rhein-Lahn-Kreis

Kommunen im Rhein-Lahn-Kreis.

Die Liste von Bergwerken im Landkreis Rhein-Lahn-Kreis umfasst Bergwerke im Rhein-Lahn-Kreis, Rheinland-Pfalz.

## Liste

### Aar-Einrich
| Name                   | Ortsteil                      | Anmerkungen | Lage | Beginn     | Ende | Bild |
| ---------------------- | ----------------------------- | --- | ---- | ---------- | ---- | ---- |
| Adelsfeld              | Allendorf                     | Eisen; Stollen mit Länge von 142 m (1865); westl. von Leonhard; zu Leonhard |      | 1865 (vor) |      |      |
| Aline                  | Schönborn (Rhein-Lahn-Kreis)  | Eisen; verliehen am 20. September 1867; erweitert am 15. September 1870 |      | 1867-09-20 |      |      |
| Auf der Hohl           | Klingelbach                   | Eisen; verliehen am 7. September 1867; erweitert am 14. September 1870 |      | 1867-09-07 |      |      |
| Bergmann               | Katzenelnbogen                | Brauneisenstein, Mangan, Phosphorit |      | 1917       | 1920 |      |
| Best                   | Katzenelnbogen                | Mangan, Brauneisenstein; in der Hahnstätter Mulde |      |            |      |      |
| Birken                 | Allendorf                     | Eisen, Mangan, Tonerde; verliehen am 24. Juli 1856; konsolidiert am 22. Februar 1865; erweitert am 28. Juli 1870 |      | 1856-07-24 |      |      |
| Boreas                 | Niedertiefenbach              | Eisen; ab 21. Januar 1869 zu Hänge |      |            |      |      |
| Dachs                  | Schönborn                     | Eisen; verliehen am 6. Februar 1867; erweitert am 14. September 1870 |      | 1867-02-06 |      |      |
| Dörsbach               | Katzenelnbogen                | Eisen; erweitert am 25. März 1867 und 12. September 1870; umschließt Gänsbach |      | 1868 (vor) |      |      |
| Dragonerstück          | Biebrich (bei Katzenelnbogen) | Eisen; verliehen am 14. Dezember 1866; erweitert am 13. September 1870; umschließt Wüstenei |      | 1866-12-14 |      |      |
| Eisengraben            | Biebrich (bei Katzenelnbogen) | Eisen; im Scheufertsbachtal; kurze Abbauperiode |      |            |      |      |
| Eisenkaute             | Katzenelnbogen ?              | Eisen; im Eisensteinfeld; am westlichen Ende des Barbarastollens zwischen Katzenelnbogen und Allendorf |      |            |      |      |
| Emma III               | Kördorf                       | Eisen; verliehen am 12. September 1870 |      | 1867-05-31 |      |      |
| Feldheim               | Katzenelnbogen                | Brauneisenstein, Roteisenstein; erweitert am 22. Januar 1864 und 29. Juli 1870 |      | 1863       |      |      |
| Fichtenstück           | Katzenelnbogen                | Eisen, Mangan; verliehen am 23. Dezember 1858; erweitert am 16. September 1870 |      | 1858-12-23 |      |      |
| Fortuna                | Katzenelnbogen                | Mangan |      |            |      |      |
| Friedrichssegen        | Steineberg                    | Eisen; verliehen am 8. August 1867; erweitert am 30. September 1870 |      | 1867-08-08 |      |      |
| Frühling               | Schönborn                     | Eisen; verliehen am 6. Februar 1867; erweitert am 14. September 1870 |      | 1867-02-06 |      |      |
| Fuchsenhöller Bergwerk | Katzenelnbogen                | Eisen |      |            |      |      |
| Gänsbach               | Katzenelnbogen                | Eisen ?; wird von Dörsbach umschlossen |      | 1868 (vor) |      |      |
| Gern                   | Kördorf                       | Eisen; verliehen am 12. September 1870 |      | 1867-07-26 |      |      |
| Grasberg               | Allendorf                     | Brauneisenstein; Regulierungsurkunde vom 28. Dezember 1858 auf Eisen; erweitert am 14. September 1870 |      | 1858-12-28 |      |      |
| Gronauereck            | Berghausen                    | Roteisenstein; auch Gronauer Eck geschrieben; umgewandelt am 10. Januar 1854; erweitert am 29. Juli 1870; Stollen mit 218 m Länge und 43 m Teufe (1865); Dampfmaschine; streicht in der 5–6. Stunde und fällt mit 45 Grad südlich ein; Mächtigkeit 5–6 Fuß; Eisengehalt von 45 %; Betriebszeiten: 1909–1918, 1939                              | Lage | 1854 (vor) | 1939 |      |
| Güll                   | Bremberg                      | Eisen; verliehen am 7. September 1867; erweitert am 16. September 1870 |      | 1865 (vor) |      |      |
| Habakuk                | Schönborn                     | Eisen; verliehen am 24. September 1867; erweitert am 14. September 1870 |      | 1867-09-24 |      |      |
| Hänge                  | Niedertiefenbach              | Eisen; konsolidiert am 21. Januar 1869 aus den Gruben Hänge I, Hänge II, Boreas und Jungesholz |      |            |      |      |
| Hänge I                | Niedertiefenbach              | Eisen; ab 21. Januar 1869 zu Hänge |      |            |      |      |
| Hänge II               | Niedertiefenbach              | Eisen; ab 21. Januar 1869 zu Hänge |      |            |      |      |
| Heide II               | Schönborn                     | Eisen; verliehen am 12. September 1870 |      | 1867-04-01 |      |      |
| Holberg                | Katzenelnbogen                | Tonerde; verliehen am 22. September 1866; erweitert am 9. Dezember 1870 |      | 1866-09-22 |      |      |
| Horschberg             | Biebrich                      | Dachschiefer; verliehen am 19. März 1867; erweitert am 30. September 1870 |      | 1867-02-06 |      |      |
| Jacobsfund             | Niedertiefenbach              | Mangan, Eisen; verliehen am 18. November 1841; Eisen kam am 2. Juli 1869 hinzu |      | 1841-11-18 |      |      |
| Jacobsgrube            | Biebrich                      | Dachschiefer; verliehen am 19. August 1867; erweitert am 30. September 1870 |      | 1867-08-19 |      |      |
| Jungesholz             | Niedertiefenbach              | Eisen; ab 21. Januar 1869 zu Hänge |      |            |      |      |
| Königsberg             | Gutenacker                    | Dachschiefer; erweitert am 20. März 1865 und 14. September 1870 | Lage | 1865 (vor) |      |      |
| Köppelchen             | Allendorf                     | Brauneisenstein, Roteisenstein |      | 1864       |      |      |
| Krakau                 | Allendorf                     | Brauneisenstein |      | 1865 (vor) |      |      |
| Leonhard               | Allendorf                     | Roteisenstein; am 4. September 1862 zu Sebastian; erweitert am 29. Juli 1870; streicht in der 7,5–8,5ten Stunde mit 45 Grad südwestlichem Einfallen; Mächtigkeit 1–5 Fuß; Eisengehalt 45–50 % |      | 1863 (vor) |      |      |
| Ley                    | Oberfischbach                 | Eisen; verliehen am 16. Juni 1870 |      | 1869-12-01 |      |      |
| Ludwig                 | Allendorf                     | Eisen; umgewandelt am 18. Dezember 1858; erweitert am 29. Juli 1870; streicht in der 5–6. Stunde mit 60–70 Grad südlichem Einfallen; Mächtigkeit 4–14 Fuß; Eisengehalt 45 % |      | 1859 (vor) |      |      |
| Meffert                | Bremberg                      | Eisen; verliehen am 9. September 1867; erweitert am 13. September 1870 |      | 1867-09-09 |      |      |
| Mercur                 | Allendorf                     | Eisen; erweitert am 25. März 1867 und 28. Juli 1870 |      |            |      |      |
| Mühlfeld               | Katzenelnbogen ?              | Eisen; im Eisensteinfeld; am westlichen Ende des Barbarastollens zwischen Katzenelnbogen und Allendorf |      |            |      |      |
| Müller III             | Katzenelnbogen                | Eisen; verliehen am 23. September 1870 |      | 1870-05-11 |      |      |
| Nockenstein            | Niedertiefenbach ?            | [ 6 ] |      |            |      |      |
| Nordstern              | Allendorf ?                   | Eisen ?; zu Zollhaus |      |            |      |      |
| Nordenstein            | Allendorf ?                   | Eisen |      | 1870 (vor) |      |      |
| Phillip                | Allendorf                     | Eisen, Mangan, Tonerde; umgewandelt am 21. Februar 1854; konsolidiert mit Nordenstein am 22. Februar 1865; erweitert am 28. Juli 1870; |      | 1855 (vor) |      |      |
| Rabenscheid            | Schönborn                     | Eisen; verliehen am 24. September 1867; erweitert am 23. September 1870 |      | 1867-09-24 |      |      |
| Remmert                | Ebertshausen                  | Eisen; verliehen am 6. September 1867; erweitert am 14. September 1870 |      | 1867-09-07 |      |      |
| Rindsberg              | Katzenelnbogen                | Eisen; zu Zollhaus |      |            |      |      |
| Rothenberg             | Schönborn                     | Roteisenstein; streicht in der 6. Stunde und fällt mit 50 Grad südlich ein; Eisengehalt von 52 % |      |            |      |      |
| Ruppach                | Bremberg                      | Dachschiefer; verliehen am 20. November 1861; erweitert am 15. September 1870 |      | 1861-11-20 |      |      |
| Sadowa                 | Schönborn                     | Eisen; verliehen am 14. Dezember 1856; erweitert am 13. September 1870 |      | 1856-12-14 |      |      |
| Schellenbusch          | Herold                        | Eisen; verliehen am 14. Dezember 1866; erweitert am 14. September 1870 |      | 1866-12-14 |      |      |
| Schlafert              | Katzenelnbogen                | Eisen; verliehen am 2. November 1866; erweitert am 30. Juli 1870 |      | 1866-11-02 |      |      |
| Schöneaussicht         | Gutenacker                    | Dachschiefer; verliehen am 18. Januar 1867; erweitert am 16. September 1870 |      | 1867-01-18 |      |      |
| Schorfeld              | Rettert                       | Eisen; verliehen am 16. Juni 1870 |      | 1870-03-09 |      |      |
| Sebastian              | Katzenelnbogen / Allendorf    | Eisen; Konsolidation; erweitert am 28. Dezember 1858 und am 29. Juli 1870; Stollen mit Länge von 142 m (1865); Mächtigkeit 4–14 Fuß; 1855 Tiefbau; Dampfmaschine mit 10 PS; Schacht mit 94 m Teufe; 4 Tiefbausohlen (Tiefbau bis 1864); streicht in der 5–6. Stunde mit 60–70 Grad südlichem Einfallen; Mächtigkeit 4–14 Fuß; Eisengehalt 45 % |      | 1859 (vor) |      |      |
| Stephan                | Reckenroth                    | Schiefer; gemutet 27. August 1869; verliehen am 16. Juni 1870 |      | 1869-08-27 |      |      |
| Stein                  | Herold                        | Eisen; verliehen am 9. September 1867; erweitert am 14. September 1870 |      | 1867-09-09 |      |      |
| Steinkopf              | Katzenelnbogen ?              | Eisen; zu Zollhaus |      |            |      |      |
| Taberg                 | Katzenelnbogen ?              | Eisen, Mangan; zu Zollhaus |      |            |      |      |
| Trieb                  | Bremberg                      | Eisen; verliehen am 20. März 1861; erweitert am 13. September 1870 |      | 1861-03-20 |      |      |
| Wachholder             | Katzenelnbogen ?              | Eisen; im Eisensteinfeld; am westlichen Ende des Barbarastollens zwischen Katzenelnbogen und Allendorf |      |            |      |      |
| Wilhelmsgrube          | Bremberg                      | Eisen; verliehen am 24. Mai 1866; erweitert am 13. September 1870 |      | 1866-05-24 |      |      |
| Wilhelmssegen          | Schönborn                     | Eisen; kurze Abbauperiode |      |            |      |      |
| Wolfsberg              | Allendorf                     | Phosphorit |      | 1917       | 1918 |      |
| Wüstenei               | Biebrich                      | Eisen; umschlossen von Dragonerstück |      | 1870 (vor) |      |      |

### Bad Ems-Nassau
| Name             | Gemeinde/Ortsteil       | Anmerkungen | Lage | Beginn     | Ende         | Bild |
| ---------------- | ----------------------- | --- | ---- | ---------- | ------------ | ---- |
| Anna             | Winden                  | Blei, Zink; 5 km nordöstl. von Nassau; Holzappeler Gang |      |            |              |      |
| Altgefreit       | Lollschied              | Schiefer; gemutet 15. Januar 1870; verliehen am 14. Juni 1870 |      | 1870-01-15 |              |      |
| Basselstein      | Geisig                  | Blei, Silber, Kupfer, Zink; verliehen am 31. August 1869 |      | 1867-09-30 |              |      |
| Bergmannstrost   | Nievern                 | Blei, Silber, Zink, Spateisenstein; ehemals Linnebach; Oberer Tiefendeller Stollen (430 m lang); Mittlerer Stollen (240 m lang); Tiefer Stollen an der Lahn (590 m lang; 86 m tiefer als Oberer Stollen) hinter dem heutigen Bahnhof Bad Ems West; Schacht; mind. 6. Tiefbausohlen; 2 Wassersäulenmaschinen; Dampfmaschine; mind. 230 m Teufe; seit Ende 1862 Aufbereitungsanlage unterhalb des Emser Wehres; zu Mercur | Lage | 1766       | 1926         |      |
| Bernshahn        | Obernhof                | Kupfer; Stollen mit 20 m Länge (1865) |      | 1740 (um)  |              |      |
| Blöskopf         | Bad Ems                 | Eisen; Wolfstaller Rösche (Stollen) |      | 18. Jh.    |              |      |
| Eisenkauten      | Obernhof                | Brauneisenstein, Schwefelkies; bei Oberhof und Eisenkauten zwischen Dörnberg und Charlottenberg |      | 1700 (um)  |              |      |
| Elisabeth I      | Becheln                 | nordwestl. von Schweighausen |      |            |              |      |
| Elisabeth II     | Schweighausen / Becheln | Schwefelkies; gemutet am 25. Februar 1868; verliehen am 22. Juli 1870; nördl. von Schweighausen |      | 1868-02-25 |              |      |
| Elisabeth IV     | Becheln                 | westl. von Becheln |      |            |              |      |
| Elisabethe III   | Dessighofen             | Dachschiefer; gemutet am 22. März 1867; verliehen am 12. August 1870 |      | 1867-03-22 |              |      |
| Fahnenberg       | Bad Ems                 | Eisen |      |            |              |      |
| Ferdinand        | Scheuern                | Silber, Kupfer; verliehen am 13. Oktober 1869 |      | 1867-11-02 |              |      |
| Gutenau          | Seelbach                | Blei; 1864 verliehen |      | 1864       |              |      |
| Grube            | Singhofen               | acht Stollen | Lage |            |              |      |
| Guter Geselle    | Dornholzhausen          | Blei, Silber, Kupfer, Zink; verliehen am 29. Juni 1867; erweitert am 31. August 1869; bei und um Dornholzhausen |      | 1867-06-29 |              |      |
| Hallgartengasse  | Dausenau                | nordwestl. von Misselberg, südwestl. von Dausenau |      |            |              |      |
| Hoheley          | Obernhof                | südwestl. von Weinähr; Feld zu 50/50 auf Gemarkung von Nassau und Obernhof |      |            |              |      |
| Hohe-Buchen      | Arzbach                 | Blei, Silber, Kupfer; verliehen am 20. August 1867; erweitert am 10. Juli 1869 |      | 1867-08-20 |              |      |
| Isabella         | Scheuern                | Silber, Kupfer, Zink; verliehen am 4. September 1869 |      | 1867-09-30 |              |      |
| Kaltbach         | Hömberg                 | [ 23 ] |      |            |              |      |
| Königsgrube      | Bad Ems                 | Kupfer; verliehen am 27.10.1870 |      | 1869-02-03 |              |      |
| Kupferberg       | Frücht                  | Kupfer; verliehen am 11. April 1857; umgewandelt am 30. Juli 1869 |      | 1857-04-01 |              |      |
| Kux              | Nassau                  | südöstl. von Nassau |      |            |              |      |
| Leopoldine-Luise | Weinähr                 | Zink, Blei, Kupfer, Silber; 1,5 km nordöstl. von Oberhof bei Weinähr; 25. Sohle auf 750 m Teufe; Betriebszeiten: 1765–1860, 1864– ; zu Holzappel | Lage | 1765       | 1864 (mind.) |      |
| Mahlberg         | Bad Ems                 | Blei; Stollen an der Lahn mit 320 m Länge (1865) |      | 1865 (vor) |              |      |
| Merkur           | Bad Ems                 | Eisen, Blei, Zink, Silber, Kupfer; auch Mercur geschrieben; Konsolidation (Neuhoffnung, Pfingstwiese, Fahnenberg, Tollgraben); 1880 1.634 Beschäftigte; Förderung 1880: 17.828 t Bleierz, 2.954 t Zinkerz; Förderung 1942: 6.413 t Bleierz, 14.798 t Zinkerz; Gesamtförderung 19. u. 20. Jh.: ~2,8 Mio. t |      |            | 1945-03-19   |      |
| Neuberg          | Singhofen/Seelbach      | Silber, Blei, Kupfer; südöstl. von Nassau |      | 1764 (um)  |              |      |
| Neuborn          | Obernhof                | Kupfer |      | 1757 (um)  |              |      |
| Neuhoffnung      | Bad Ems                 | Blei, Zink, Silber, Kupfer; 1858 Neuhoffnunsstollen; Seitrich-Schacht mit Gesamtteufe von 892,11 m; 15. Tiefbausohlen; 1939 mit Pfingstwiese und Tollgraben verbunden | Lage | 1858       | 1945-03-19   |      |
| Nonnengrube      | Dausenau                | Kupfer; nordwestl. von Misselberg, südlich von Dausenau; Oberer und Mittlerer Stollen (1865 30 m und 40 m lang); Tiefer Stollen (76 m über dem Lahnspiegel und 28 m tiefer als Oberer Stollen) |      | 1865 (vor) |              |      |
| Oranien          | Obernhof                | Blei; Stollen mit 80 m Länge (1865) |      | 1865 (vor) |              |      |
| Orbert           | Nassau                  | bei Nasau |      | 1775 (um)  |              |      |
| Paul             | Misselberg              | bei Misselberg |      |            |              |      |
| Pauline          | Scheuern                | Oberer Stollen; Tiefer Stollen |      | 1865 (vor) |              |      |
| Pauline III      | Dienethal               | südsüdwestl. von Dienethal |      |            |              |      |
| Paulum           | Nassau                  | nordwestl. von Scheuern |      |            |              |      |
| Pfingstwiese     | Bad Ems                 | Blei, Zink, Silber, Kupfer; Looser Stollen; Alter Schacht (Brandlochschacht); Adolfschacht (250 m tief, 1871–1910), mehrere Stollen | Lage | 1871 (vor) | 1945-03-19   |      |
| Pitschbach       | Bad Ems                 | Eisen; Stollen im Pitschbachtal |      |            |              |      |
| Rückerhang       | Seelbach                | südwestl. von Seelbach |      |            |              |      |
| Schmittberg      | Lollschied              | Eisen; verliehen am 20. Juli 1869 |      | 1867-07-26 |              |      |
| Silberkaute      | Arzbach                 | Blei, Silber, Kupfer; verliehen am 21.08.1867; erweitert am 10.7.1869 |      | 1867-08-21 |              |      |
| Silberkäutchen   | Arzbach                 | Blei, Silber, Kupfer, Zink; verliehen am 3.9.1857; erweitert am 10.7.1869 |      | 1857-09-03 |              |      |
| Stadtstollen     | Bad Ems                 | Blei, Silber, Kupfer; zu Mercur; Stollen am Bach | Lage | 1869       |              |      |
| Steinriss        | Seelbach / Obernhof     | westl. von Seelbach, südlich von Weinähr an der Lahn; Fundpunkt im Grubenfeld wohl nördl. der Lahn; in der Gemarkung von Obernhof (reicht über die Lahn gen Süden (Gemarkung Seelbach) |      |            |              |      |
| Sulzbach         | Sulzbach                | bei Sulzbach |      |            |              |      |
| Tollgraben       | Bad Ems                 | Eisen; Betriebspunkt der Grube Mercur |      |            | 1945-03-19   |      |
| Valentin         | Nassau                  | Schiefer; gemutet am 30. März 1870; verliehen am 22. Juli 1870 |      | 1870-03-30 |              |      |
| Wilhelm          | Singhofen               | Blei, Silber, Kupfer, Zink; verliehen am 6. September 1867; erweitert am 31. August 1869 |      | 1867-09-06 |              |      |

### Diez
| Name          | Gemeinde/Ortsteil                     | Anmerkungen | Lage | Beginn     | Ende | Bild |
| ------------- | ------------------------------------- | --- | ---- | ---------- | ---- | ---- |
| Gandegottes   | Balduinstein                          | Dachschiefer; verliehen am 19. März 1867; erweitert am 17. August 1870                                                                                            |      | 1867-03-19 |      |      |
| Holzappel     | Holzappel                             | Blei, Zink, Kupfer; Untere Lahn |      | 1751       | 1952 |      |
| Klingelberg   | Altendiez / Balduinstein / Birenbach, | Eisen; verliehen am 23.11.1870 |      | 1867-04-20 |      |      |
| Lahnberg      | Steinsberg                            | Dachschiefer; verliehen am 20. März 1865; erweitert am 30. September 1870                                                                                         |      | 1865-03-20 |      |      |
| Waldwiese     | Staffel / Hambach                     | Eisen, Schwefelkies; Stollen mit 180 m Länge (1865); verliehen am 12. März 1857; konsolidiert am 30. Januar 1861; am 2.9.1870 kamen Rechte auf Schwefelkies hinzu |      | 1857-03-12 |      |      |
| Wilhelmine VI | Balduinstein                          | Dachschiefer; gemutet am 31. März 1870; verliehen am 17. August 1870                                                                                              |      | 1870-03-31 |      |      |

### Lahnstein
| Name           | Gemeinde/Ortsteil | Anmerkungen | Lage | Beginn     | Ende    | Bild |
| -------------- | ----------------- | --- | ---- | ---------- | ------- | ---- |
| Aurora II      | Niederlahnstein   | Eisen; verliehen am 29. Dezember 1869 |      | 1869-08-17 |         |      |
| Charlottenberg | Oberlahnstein     | Dachschiefer; gemutet am 17. April 1868; verliehen am 22. Juli 1870 |      | 1868-04-17 |         |      |
| Elisabeth      | Oberlahnstein     | Blei, Kupfer; gemutet am 2. Dezember 1868; verliehen am 22. Juli 1870 |      | 1868-12-02 |         |      |
| Felix II       | Oberlahnstein     | Eisen; gemutet am 21. Juni 1867; verliehen am 29. Juli 1870; zu Friedrichsegen |      | 1867-06-21 |         |      |
| Friedrichsegen | Lahnstein         | Blei, Silber, Zink, Eisen, Kupfer; auch Cöllchen oder Cöllnische Löcher genannt; im Erzbachtal, südöstlich von Friedrichssegen; evtl. bereits seit römischer Zeit; 1854 Hauptmaschinenschacht (1,80 m × 4,09 m × 485,7 m); Providence Schacht mit 89 m; Früchter Schacht; 1879 Bärnsköpfer Schacht mit 93 m; 2 Blindschächte; Stollen: Moritz-Stollen, 1861 Carl-Stollen, 1856 Heinrich-Stollen mit 1,3 km, 1872 Felix-Stollen mit 1,5 km, Peter-Stollen, Alter Stollen, Remy-Stollen, 1870 Bärnsköpfer Stollen, Wasserstollen; konsolidiert bis 1913 mit Salzborn, Koppenstein, Pedro, Gaston II, Gremsbach, Rheinberg, Felix II, Moritz III, Georg II, Kupferberg, Otto, August VI, Bertha II, Carl VII, Germania, Caroline VI; Gesamtlänge der Stollen und Strecken betrug 22.723 m; Nachlesebergbau 1952–1957 | Lage | 1220-05-25 | 1913/57 |      |
| Gott mit uns   | Niederlahnstein   | Blei; verliehen am 29. Dezember 1869 |      | 1867-04-01 |         |      |
| Gute Hoffnung  | Lahnstein         | nordwestl. von Sulzbach, ganz im östlichsten Zipfel der Gemarkung Lahnstein |      |            |         |      |
| Koppenstein    | Oberlahnstein     | Kupfer; gemutet 5. August 1869; verliehen am 2. September 1870 |      | 1869-08-05 |         |      |
| Xantippe       | Niederlahnstein   | Dachschiefer; verliehen am 23.9.1870 |      | 1870-05-30 |         |      |

### Loreley
| Name                   | Gemeinde/Ortsteil                                         | Anmerkungen | Lage | Beginn     | Ende       | Bild |
| ---------------------- | --------------------------------------------------------- | --- | ---- | ---------- | ---------- | ---- |
| Altbürger              | Kaub                                                      | Schiefer; über Wilhelm-Erbstollen aufgeschlossen; zu Wilhelm-Erbstollen |      |            |            |      |
| Alte Hoffnung          | Weyer                                                     | [ 33 ] [ 34 ] |      |            |            |      |
| Am Plüskopf            | Lahnstein ?                                               | [ 19 ] |      |            | 1754       |      |
| Anna Elisabeth         | Nochern/Lierschied                                        | Eisen; Verleihung am 18. Dezember 1868 an Landmann Philipp Theis I. aus Lierschied; Versuchsabbau |      | 1867-06-19 |            |      |
| Antoinette             | Kaub                                                      | Schiefer; Tiefer Stollen mit 36 m Länge (1864); 1864 Schacht mit 20 m Teufe (1864) |      |            |            |      |
| Antoniusberg           | Weisel / Wollmerschied                                    | Dachschiefer; zu Wilhelmsberg |      |            |            |      |
| Äquivalenzstollen      | Wellmich                                                  | Blei, Zink, Kupfer, Silber; Teil der Grube Gute Hoffnung | Lage |            |            |      |
| August                 | Wellmich                                                  | Blei, Zink, Kupfer; 4,5 km nordwestl. von St. Goarshausen; Augustschacht (Blindschacht); Auguststollen | Lage |            |            |      |
| August VI              | ?                                                         | zu Friedrichsegen |      |            |            |      |
| Beckelshoffnung        | Dickschied                                                | Dachschiefer; gemutet am 1. April 1867; verliehen am 7. Dezember 1869 |      | 1867-04-01 |            |      |
| Beharrlichkeit         | Kaub                                                      | Schiefer; 1863 zu Jacobine; Beharrlichkeitstollen mit 60 m Länge; Betrieb bis ca. 1950; | Lage |            |            |      |
| Beilehen I             | Kaub                                                      | Schiefer; über Wilhelm-Erbstollen aufgeschlossen; zu Wilhelm-Erbstollen |      |            |            |      |
| Beilehen II            | Kaub                                                      | Schiefer; über Wilhelm-Erbstollen aufgeschlossen; zu Wilhelm-Erbstollen |      |            |            |      |
| Bellings               | Kaub                                                      | Dachschiefer; verliehen am 30. Juni 1857; erweitert am 10. Dezember 1869 |      | 1857-06-30 |            |      |
| Bertha II              | ?                                                         | zu Friedrichsegen |      |            |            |      |
| Beul I                 | Kamp-Bornhofen                                            | Blei, Zink, Kupfer; gemutet am 20. April 1867; verliehen am 11. Oktober 1870 |      | 1867-04-20 |            |      |
| Beul II                | Kamp-Bornhofen                                            | Blei, Zink, Kupfer; gemutet am 13. Juli 1867; verliehen am 11. Oktober 1870 |      | 1867-07-13 |            |      |
| Carl VII               | ?                                                         | zu Friedrichsegen |      |            |            |      |
| Caroline VI            | ?                                                         | zu Friedrichsegen |      |            |            |      |
| Concordia III          | Kaub                                                      | Schiefer; gemutet am 11. Mai 1868; verliehen am 21. Dezember 1869 |      |            |            |      |
| Dachsstollen           | Kaub                                                      | Schiefer; im Tiefenbachtal | Lage |            |            |      |
| Dorothea               | Sauertal                                                  | Schiefer; Dorotheastollen (90 m lang (1864)); 8 m mächtiges Lager; zu Heppenberg |      | 1864 (vor) |            |      |
| Effenberg              | Kaub                                                      | Schiefer; zu Wilhelm-Erbstollen |      |            |            |      |
| Emilie                 | Weyer                                                     | Blei, Silber, Kupfer, Zink; neue Verleihung 18. Dezember 1868 an Rheinischer Bergwerks-Actien-Verein Saturn |      | 1857-05-06 |            |      |
| Emilie II              | Osterspai                                                 | Schiefer; gemutet am 20. Mai 1868; verliehen am 21. Dezember 1869 |      | 1868-05-20 |            |      |
| Ernestine              | Kaub                                                      | Schiefer; seit 1899 zu Wilhelm-Erbstollen | Lage | 1899 (vor) |            |      |
| Eselpfad               | Kaub                                                      | Schiefer | Lage |            |            |      |
| Falkenstein            | Kaub                                                      | Schiefer; Abbau durch Schweizer Firma Bretscher aus Winterthur am 18. Februar 1928 bis 1929 | Lage | 19. Jh.    | 1929       |      |
| Fortuna                | Sauerthal                                                 | Dachschiefer |      |            | 1950 (ca.) |      |
| Fortunatus             | Nochern                                                   | Kupfer; gemutet von Franz Gödert aus St. Goar, am 17. Dezember 1868 verliehen |      | 1867-11-02 |            |      |
| Franz II               | Braubach                                                  | Kupfer; verliehen am 1. August 1870 |      | 1868-06-12 |            |      |
| Franz Joseph           | Kaub                                                      | Dachschiefer; verliehen und konsolidiert am 21. August 1865; umgewandelt am 7. Dezember 1869 |      | 1865-08-21 |            |      |
| Gaston II              | ?                                                         | zu Friedrichsegen |      |            |            |      |
| Gellertsberg           | Weyer                                                     | Eisen, Blei, Zink; auch „Köllnische Löcher“ genannt; östlich von Gute Hoffnung; 4 Stollen und 1 Schacht; verliehen am 8. Mai 1856, Mutung am 16. September 1968 durch Albert Reinhold zu Düsseldorf |      | 1956-05-08 |            |      |
| Georg II               | ?                                                         | zu Friedrichsegen |      |            |            |      |
| Germania               | ?                                                         | zu Friedrichsegen |      |            |            |      |
| Glückauf               | Weisel                                                    | Dachschiefer; vormals Grube Eckert; verliehen am 1.11.1853; 1875 Glückaufstollen; mind. 6 Stollen; umgewandelt am 16.12.1869; 1950–1959; konsolidiert mit Vogelsang; Vereinigte Schieferwerke Schilling & Co. | Lage | 1853-11-01 | 1959       |      |
| Glücksanfang           | Weisel                                                    | Schiefer; 4 Lager; 6–8 m Mächtigkeit; zwei gemeinschaftliche Stollen (mit Weiselstein); Oberer Stollen mit 34 m Länge und 10 m tiefem Gesenk (1864); Tiefer Stollen (24 m tiefer als oberer Stollen; 180 m lang (1864)) |      |            |            |      |
| Gremsbach              | ?                                                         | zu Friedrichsegen |      |            |            |      |
| Gustav Adolph          | Osterspai                                                 | Blei, Kupfer; verliehen am 5. November 1869 |      | 1868-02-12 |            |      |
| Güte Gottes            | Kaub                                                      | Schiefer; im Tiefenbachtal | Lage |            |            |      |
| Gute Hoffnung          | Sankt Goarshausen-Ehrental / Sachsenhäuser Hof / Wellmich | Blei, Zink, Silber, Kupfer; 5 Schächte und 10 Stollen links- und rechtsrheinisch betrieben; Oberstollen 520 m lang (1865); Mittelstollen 600 m lang (1865); Tiefestollen mit 564 m Länge (1865); Grundstollen (1865 674 m lang; 54 m tiefer als Tieferstollen); Ehrentaler Stollen (1865 280 m lang; 4 m tiefer als Tiefer Stollen); Aequivalentstollen mit 650 m Länge (1865); Auguststollen mit 800 m Länge (1865); zwei Versuchsstollen mit 240 und 280 m Länge; 1856 8Ps starke Dampfmaschine; Tiefbauschacht mit 90 m Teufe (1865); Alter Schacht (Lage), Friedrichschacht (Lage), (Lage), (Lage), Grundstollen (Lage), Werlauer Schacht (Lage). Der linksrheinische Teil der Grube bereits am 7. November 1562 als uralt erwähnt; im 18. Jh. als Constantins-Erzlust bekannt, auch Grube Prinzenstein genannt; rechtsrheinischer Teil wurde früher Sachsenhäuser Silberwerk genannt; Zur Hauptbetriebszeit unter kurpfälzischer Verantwortung; 1790 die zweitgrößte Grube (nach der Quecksilber-Grube Drei Königszug am Potzberg) mit reicher Ausbeute, also profitabel bei über 100 Bergmännern (Knappschaft) |      | 1745       | 1962       |      |
| Gute Hoffnung          | Kestert                                                   | zu Friedrichsegen |      |            |            |      |
| Hainbusch              | Kaub                                                      | Dachschiefer; gemutet am 14. Januar 1869; verliehen am 23. April 1870 |      |            |            |      |
| Heinrichslust          | Kaub                                                      | Schiefer | Lage |            |            |      |
| Heppenberg             | Sauertal                                                  | Schiefer; 1843–1866 und unbekannt bis 1875 (Rotschiefer); konsolidiert aus Isabelle, Dorothea und Heppenberg; 4 Lager; Isabellastollen (verbrochen); Dorotheastollen (8 m mächtiges Lager; 90 m lang (1864)); Heppenbergerstollen (1864 60 m lang); Tiefer Erbprinz-Wilhelmstollen (1864 60 m lang; 60 m tiefer als Heppenbergerstollen); Rheinische Schieferbergwerke R.H. Wolff, Rheinisches Mineralmahlwerk R.H.Wolff, Gustav Grolman, Düsseldorf; ab 1952 nur noch Materialgewinnung für das 1929 bis 1930 gebaute Mahlwerk | Lage | 1843       | 1952       |      |
| Höhe                   | Weyer                                                     | Eisen; verliehen am 19. November 1863; erweitert am 9. März 1869 (an die Firma Gebrüder Stumm aus Neunkirchen) |      | 1853-11-19 |            |      |
| Hohenhain              | Kaub                                                      | Schiefer; verliehen am 29. Juni 1855; erweitert am 16. April 1870 |      | 1855-06-29 |            |      |
| Hundsberg              | Sauerthal                                                 | Schiefer; 1847–1865 und 1925–1929; Rheinische Schieferbergwerke R.H. Wolff | Lage | 1847       | 1929       |      |
| Isabelle               | Sauertal                                                  | Schiefer; zu Heppenberg |      |            |            |      |
| Jacobine               | Kaub                                                      | Schiefer; 1863; konsolidiert aus Jacobine und Beharrlichkeit; Betrieb bis April 1950; 2 Lager; Oberer Stollen der alten Jacobine mit 80 m Länge; Tiefer Stollen (24 m tiefer als Obere Stollen, Gesenk mit 12 m Teufe); Beharrlichkeitstollen mit 60 m Länge; | Lage |            | 1950-04    |      |
| Jungerwald             | Kaub                                                      | Dachschiefer; verliehen am 22. Juni 1864; umgewandelt am 7. Dezember 1869 |      | 1864-06-22 |            |      |
| Jupiter                | Kaub                                                      | Dachschiefer; gemutet am 28. Mai 1867; verliehen am 18. September 1869 |      | 1867-05-28 |            |      |
| Knabensprung           | Dahlheim                                                  | Blei, Silber, Kupfer; neue Verleihung am 18. Dezember 1868 an Rheinischer Bergwerks-Actien-Verein Saturn |      | 1837-04-21 |            |      |
| Königstiel             | Braubach                                                  | Blei, Zink, Silber, Kupfer; 1,5 km nordöstl. von Braubach; Stollen; Nachlesebergbau mit kleiner Belegschaft (46 Leute) von 1950–1963 | Lage |            | 1963       |      |
| Koppenstein            | Lahnstein ?                                               | zu Friedrichsegen |      |            |            |      |
| Kosmopolit             | Hinterwald                                                | Schiefer; gemutet 17. April 1868; verliehen am 22. Juli 1870 |      | 1868-04-17 |            |      |
| Kreuzberg              | Dörscheid                                                 | Schiefer; im Quellgebiet des Tiefenbachs; verliehen am 23. März 1840; erweitert am 26. August 1869; Abbau bis 28.11.1980; 4 Lager; konsolidiert mit Wilhelmsberg zu Kreuzberg-Wilhelmsberg | Lage | 1840-03-23 | 1980-11-28 |      |
| Kreuzberg-Wilhelmsberg | Weisel / Dörscheid / Wollmerschied                        | Dachschiefer; letzte Schiefergrube am Mittelrhein; bis zu 93 Betriebsmitarbeiter; 110 m Teufe; heute Trinkwassergewinnung; Gewerkschaft Blücher konsolidiert aus Wilhelmsberg und Kreuzberg |      | 1868       | 1980-11-28 |      |
| Kreuzhau               | Weisel / Wollmerschied                                    | Dachschiefer; zu Wilhelmsberg |      |            |            |      |
| Kupferberg             | Lahnstein ?                                               | zu Friedrichsegen |      |            |            |      |
| Landschaden            | Kaub                                                      | Schiefer |      |            |            |      |
| Leda                   | Sauerthal                                                 | Dachschiefer |      |            | 1950 (ca.) |      |
| Ludwig                 | Kaub                                                      | Schiefer; 4 Lager von 4–10 m Mächtigkeit; 90 m Stollenlänge |      |            |            |      |
| Mädchensprung          | Prath                                                     | Blei, Silber, Kupfer; neu verliehen am 16. Dezember 1868 an Gesellschaft Saturn, Rheinischer Bergwerks-Aktien-Verein |      | 1857-05-08 |            |      |
| Magdalena              | Kaub                                                      | Schiefer; Oberer Stollen (verbrochen); Mittlerer Stollen; Tiefer Stollen (36 m tiefer als Mittlerer Stollen; 78 m lang (1864)); 20 m mächtig |      | 1864 (vor) |            |      |
| Meiers Hoffnung        | Nauroth                                                   | Schiefer; Kauber Zug; gemutet am 21. Mai 1869; verliehen am 8. November 1869; Betrieb bis Anfang 1960er Jahre | Lage | 1869-05-21 | 1960er     |      |
| Morgenröthe            | Dahlheim                                                  | Blei, Silber, Kupfer, Zink, Spateisenstein; Oberer Stollen mit 60 m Länge (1865); Tiefer Stollen (16 m tiefer als Oberer Stollen; 300 m lang (1865)); 24 m tiefes Gesenk; mehrere Schächte; Gang streicht in Stunde 3–4 und fällt südlich; Vergrößerung am 18. März 1855 | Lage | 1830-10-26 | 1952       |      |
| Moritz III             | Lahnstein ?                                               | zu Friedrichsegen |      |            |            |      |
| Neuehoffnung           | Kaub                                                      | Schiefer; 3 Lager; Oberer Stollen (90 m lang); Mittlerer Stollen (60 m bis zum Lager; unterteuft oberen Stollen um 20 m); Tiefer Stollen (30 m tiefer als Mittlerer Stollen; 140 m lang (1864)); 20 m mächtig |      | 1864 (vor) |            |      |
| Neuerfund              | Ehrenthal                                                 | Blei ?; unterhalb des Bergbaubereiches der Grube Consolidierte Gute Hoffnung; 6 Stollen (Alte-Stollen(200 m), Mittel-Stollen(650 m), Ober-Stollen (1050 m), Tiefer-Stollen(900 m), Ehrenthaler-Stollen(600 m), Grund-Stollen(500 m)); zu Gute Hoffnung |      |            |            |      |
| Nordstern & Marcellus  | Sauertal (Wispertal, Region)                              | Betriebszeiten: 1861–1866, 1920–1953 | Lage | 1861       | 1953       |      |
| Obergarten             | Bornich                                                   | Eisen; Verleihung am 24. Dezember 1868 an die Actien Gesellschaft für Bergbau und Hüttenbetriebe Phoenix |      | 1864-02-24 |            |      |
| Otto                   | Lahnstein ?                                               | zu Friedrichsegen |      |            |            |      |
| Pedro                  | Lahnstein ?                                               | zu Friedrichsegen |      |            |            |      |
| Philipp                | Braubach                                                  | Silber, Kupfer, Blei; 1853 zu Rosenberg |      | 1833       |            |      |
| Rabenkopf              | Kaub                                                      | Dachschiefer; gemutet am 26. September 1867; verliehen am 7. Dezember 1869 |      | 1867-11-26 |            |      |
| Rennseiterstollen      | Kaub                                                      | Schiefer; Schiefer; vergrößert und verliehen am 20. Juli 1865; erweitert am 21. Oktober 1870; Betriebszeiten: 1883–1887, 1920–1930, 1935–?; zu Wilhelm-Erbstollen | Lage | 1865-07-20 |            |      |
| Rheinberg              | Lahnstein ?                                               | zu Friedrichsegen |      |            |            |      |
| Rosenberg              | Braubach                                                  | Blei, Zink, Silber, Kupfer (Betriebspunkt Königsstiel); 500 m nördlich von Braubach; Albertschacht; Philippsschacht. Stollen: Moritzstollen, Segengottesstollen, Victorstollen, Gustavstollen; 1853 konsolidiert mit Philipp | Lage | 1833       | 1963       |      |
| Salzborn               | Braubach                                                  | Kupfer; gemutet am 25. Oktober 1867; verliehen am 22. Juli 1870; zu Friedrichsegen |      | 1867-10-25 |            |      |
| Schiefergrube          | Kaub                                                      | Schiefer | Lage |            |            |      |
| Schöne Aussicht        | Dahlheim                                                  | Eisen; neue Verleihung 16. Dezember 1868 an Actien Gesellschaft für Bergbau und Hüttenbetriebe Phoenix |      | 1857-04-11 |            |      |
| St. Johannes           | Kaub                                                      | Schiefer; im Tiefenbachtal | Lage |            |            |      |
| Stirn                  | Sauertal                                                  | Dachschiefer; verliehen am 25. September 1865; erweitert am 16. Dezember 1869; Betrieb mit Heppenberg |      | 1865-09-25 | 1975       |      |
| Stollen                | Kaub                                                      | Schiefer | Lage |            |            |      |
| Stollen                | Kaub                                                      | Schiefer | Lage |            |            |      |
| Stollen                | Kaub                                                      | Schiefer | Lage |            |            |      |
| Stollen                | Kaub                                                      | Schiefer | Lage |            |            |      |
| Stollen                | Sauerthal                                                 | Schiefer | Lage |            |            |      |
| Stollen                | Sauerthal                                                 | Schiefer | Lage |            |            |      |
| Thalersberg            | Weisel / Wollmerschied                                    | Dachschiefer; zu Wilhelmsberg |      |            |            |      |
| Vertrauen              | Kaub                                                      | Dachschiefer; verliehen am 5. September 1864; umgewandelt am 7. Dezember 1869 |      | 1864-09-05 |            |      |
| Viktoria               | Kaub                                                      | Schiefer; Konsolidation Kauber Zug | Lage | 1867       | 1957 (ca.) |      |
| Vogelsang              | Weisel                                                    | Schiefer; im Tiefenbachtal; 2 Lager mit ca. 8 m Mächtigkeit; Oberer Stollen (160 m lang); Tiefer Stollen (30 m tiefer als obere Stollen, 180 m lang (1864)); Vogelsang-Stollen 1857 aufgefahren; zu Kreuzberg-Wilhelmsberg | Lage | 1857       |            |      |
| Weiselstein            | Weisel                                                    | Schiefer; 4 Lager; 6–8 m Mächtigkeit; zwei gemeinschaftliche Stollen (mit Glücksanfang); Oberer Stollen mit 34 m Länge und 10 m tiefem Gesenk (1864); Tiefer Stollen (24 m tiefer als oberer Stollen; 180 m lang (1864)) |      | 1864 (vor) |            |      |
| Wilhelm                | Kaub                                                      | Schiefer; im Tiefenbachtal | Lage |            |            |      |
| Wilhelm-Erbstollen     | Kaub                                                      | Schiefer; 1864 ca. 700 m Streckenlänge | Lage | 1837       | 1971       |      |
| Wilhelmine             | Sauerthal                                                 | Schiefer; 1830–1866, 1922–1953; Gewerkschaft Schiefergrube Wilhelmine | Lage | 1830       | 1953       |      |
| Wilhelmsberg           | Weisel / Wollmerschied / Dörscheid                        | Dachschiefer; Konsolidation mit Vogelherd, später auch mit Thalersberg, Antoniusberg, Tiefenthalskopf und Kreuzhau; verliehen 8. März 1851 bis 28. November 1980; konsolidiert mit Kreuzberg zu Kreuzberg-Wilhelmsberg | Lage | 1852-03-08 | 1980-11-28 |      |

### Nastätten
| Name          | Ortsteil       | Anmerkungen                                                                      | Lage | Beginn     | Ende | Bild |
| ------------- | -------------- | -------------------------------------------------------------------------------- | ---- | ---------- | ---- | ---- |
| Heinrich      | Berg           | Silber, Kupfer, Zink; verliehen am 6. September 1867; erweitert am 30. Juli 1869 |      | 1867-09-06 |      |      |
| Holzberg      | Bettendorf     | Eisen; verliehen am 19. März 1867; erweitert am 27. Juli 1869                    |      | 1867-03-19 |      |      |
| Horchberg     | Marienfels     | Schwerspat; verliehen am 5. Juli 1865; erweitert am 21. August 1869              |      | 1865-07-05 |      |      |
| Kehlgraben    | Obertiefenbach | Eisen; verliehen am 23. Juli 1869                                                |      | 1867-07-26 |      |      |
| Rothebeck     | Winterwerb     | Eisen; verliehen am 30. Juli 1869                                                |      | 1867-04-01 |      |      |
| Pohlenfeld    | Obertiefenbach | Eisen; verliehen am 19. März 1867; erweitert am 27. Juli 1869                    |      | 1867-03-19 |      |      |
| Wilhelmine    | Niederbachheim | Eisen; verliehen am 13. August 1867; erweitert am 30. Juli 1869                  |      | 1869-03-22 |      |      |
| Wilhelmine II | Niederbachheim | Eisen; verliehen am 13. August 1867; erweitert am 30. Juli 1869                  |      | 1869-04-27 |      |      |
| Zinswiller    | Ruppertshofen  | Eisen; verliehen am 30. Juli 1869                                                |      | 1867-04-01 |      |      |